# Tejada, Provincia de Burgos
Tejada är en ort och kommun i Spanien.   Den ligger i provinsen Provincia de Burgos och regionen Kastilien och Leon, i den centrala delen av landet, 170 km norr om huvudstaden Madrid. Arean är 22,7 kvadratkilometer.
Terrängen i Tejada är platt västerut, men österut är den kuperad.